# Lijst van voetbalinterlands Liechtenstein - Montenegro
Deze lijst van voetbalinterlands is een overzicht van alle officiële voetbalwedstrijden tussen de nationale teams van Liechtenstein en Montenegro. De landen speelden tot op heden twee keer tegen elkaar. De eerste ontmoeting, een kwalificatiewedstrijd voor het Europees kampioenschap voetbal 2016, werd gespeeld in Vaduz op 9 oktober 2014. Het laatste duel, de returnwedstrijd in dezelfde kwalificatiereeks, voor plaats op 5 september 2015 in Podgorica.

## Wedstrijden
| № | Plaats    | Datum            | Competitie           | Wedstrijd                  | Uitslag |
| - | --------- | ---------------- | -------------------- | -------------------------- | ------- |
| 1 | Vaduz     | 9 oktober 2014   | EK 2016 kwalificatie | Liechtenstein – Montenegro | 0 – 0   |
| 2 | Podgorica | 5 september 2015 | EK 2016 kwalificatie | Montenegro – Liechtenstein | 2 – 0   |
| 3 | Nikšić    | 13 oktober 2025  | Vriendschappelijk    | Montenegro – Liechtenstein |         |

## Samenvatting
| Competitie      | Totaal gespeeld | Winst Liechtenstein | Gelijk | Winst Montenegro | Doelsaldo Liechtenstein – Montenegro |
| --------------- | --------------- | ------------------- | ------ | ---------------- | ------------------------------------ |
| EK-kwalificatie | 2               | 0                   | 1      | 1                | 0 − 2                                |
| Totaal          | 2               | 0                   | 1      | 1                | 0 − 2                                |

## Details

### Eerste ontmoeting
| EK 2016 kwalificatie (scheidsrechter Simon Lee Evans, Vaduz, 9 oktober 2014):                                                                                                 |              | |
| Liechtenstein | 0 – 0        | Montenegro |
| | goals        | |
| René Pauritsch | bondscoach   | Branislav Brnović |
| Peter Jehle 62' Daniel Kaufmann Franz Burgmeier Ivan Quintans 80' Martin Büchel Seyhan Yildiz Michele Polverino Nicolas Hasler Sandro Wieser 44' Dennis Salanovic Mario Frick | opstellingen | Vukašin Poleksić Milan Jovanović Elsad Zverotić Savo Pavićević Žarko Tomašević Marko Simić 57' Simon Vukčević Dejan Damjanović 46' Fatos Bećiraj 74' Stevan Jovetić Vladimir Jovović |
| Andreas Christen 44' Cengiz Bicer 62' Simon Kühne 80' | wissels      | 46' Mirko Vučinić 57' Nemanja Nikolić 74' Petar Grbić |
| Martin Büchel 87' | gele kaarten | 84' Marko Simić |

LFV · A-internationals · Bondscoaches · Statistieken · Liechtensteins vrouwenelftal · Liechtenstein U21 · Liechtenstein U19 · Liechtenstein U18 · Liechtenstein U17 · Liechtenstein U16
1980 – 1989 ·
1990 – 1999 ·
2000 – 2009 ·
2010 – 2019 ·
2020 − 2029
1981 · 
1982 · 
1983 · 
1984 · 
1985 · 
1986 · 
1987 · 
1988 · 
1989 · 
1990 · 
1991 · 
1992 · 
1993 · 
1994 · 
1995 · 
1996 · 
1997 · 
1998 · 
1999 · 
2000 · 
2001 · 
2002 · 
2003 · 
2004 · 
2005 · 
2006 · 
2007 · 
2008 · 
2009 · 
2010 · 
2011 · 
2012 ·
2013 ·
2014 ·
2015 ·
2016 ·
2017 ·
2018 ·
2019 ·
2020 ·
2021 ·
2022 ·
2023 ·
2024
Albanië ·
Andorra ·
Armenië ·
Australië ·
Azerbeidzjan ·
België ·
Bosnië en Herzegovina ·
China ·
Denemarken ·
Duitsland ·
Engeland ·
Estland ·
Faeröer ·
Finland ·
Georgië ·
Gibraltar ·
Griekenland ·
Hongarije ·
Hongkong ·
Ierland ·
IJsland ·
Indonesië ·
Israël ·
Italië · 
Kaapverdië ·
Kazachstan ·
Kroatië ·
Letland ·
Litouwen ·
Luxemburg ·
Malta ·
Moldavië ·
Montenegro ·
Nederland ·
Noord-Ierland ·
Noord-Macedonië ·
Oostenrijk ·
Polen ·
Portugal ·
Qatar ·
Roemenië ·
Rusland ·
San Marino ·
Saoedi-Arabië ·
Schotland ·
Slowakije ·
Spanje ·
Thailand ·
Togo ·
Tsjechië ·
Turkije ·
Verenigde Staten ·
Wales ·
Wit-Rusland ·
Zweden ·
Zwitserland
FSCG · A-internationals · Bondscoaches · Statistieken · Montenegrijns vrouwenelftal · Montenegro U21 · Montenegro U20 · Montenegro U19 · Montenegro U17 · Servië en Montenegro U19 · Servië en Montenegro U17
2003 – 2006** · 
2007 – 2009 · 
2010 – 2019 ·
2020 − 2029
EK 2008 · 
EK 2012 · 
EK 2016
WK 2006** · 
WK 2010 · 
WK 2014 · 
WK 2018
OS 2004** · 
OS 2008 · 
OS 2012 · 
OS 2016
2007 · 
2008 · 
2009 · 
2010 · 
2011 · 
2012 · 
2013 · 
2014 · 
2015 · 
2016 · 
2017 ·
2018 ·
2019 ·
2020 ·
2021 ·
2022 ·
2023
Albanië ·
Armenië ·
Azerbeidzjan ·
België · 
Bosnië en Herzegovina ·
Bulgarije ·
Colombia ·
Cyprus ·
Denemarken · 
Engeland ·
Estland ·
Faeröer ·
Finland ·
Georgië ·
Ghana ·
Gibraltar ·
Griekenland ·
Hongarije ·
Ierland ·
IJsland ·
Iran · 
Israël ·
Italië ·
Japan ·
Kazachstan ·
Kosovo ·
Letland ·
Libanon ·
Liechtenstein ·
Litouwen ·
Luxemburg ·
Moldavië ·
Nederland ·
Noord-Ierland ·
Noord-Macedonië ·
Noorwegen ·
Oekraïne ·
Oezbekistan ·
Oostenrijk ·
Polen ·
Roemenië ·
Rusland · 
San Marino ·
Servië ·
Slovenië ·
Slowakije ·
Tsjechië ·
Turkije ·
Wales ·
Wit-Rusland ·
Zweden ·
Zwitserland
Argentinië (2006) · 
Ivoorkust (2006) · 
Nederland (2006)
** - Onder de naam Servië en Montenegro